# Kontrafobi
Kontrafobi är ett beteende som somliga människor har för något som framkallar rädsla, att ständigt eller tvångsmässigt söka sig till föremålet för det som orsakar rädslan. Det kan uppfattas som ett högriskbeteende eller ett sätt att komma över dödsskräck.
Kontrafobi är en form av överkompensation. Rädslan upplevs av den drabbade som en svaghet, och för att kompensera svagheten utsätter sig denne för ångesten, ofta i ett försök att träna bort eller vänja sig av med den (desensibilisering). Det omtalas tidigast 1939 av Otto Fenichel, som menade att kontrafobier i vissa fall kunde vara en lyckad försvarsmekanism. Rädslan, menade Fenichel, kunde också uppfattas som en upphetsning liknande den sexuella, vilket också var en vinst av beteendet. Ytterligare en vinst med kontrafobier, menade Fenichel vara att personen testade verkligheten, att straff och onda konsekvenser inte uppkommer slumpmässigt - genom att försätta sig i en farlig position erfor personen verklighetens faror. Beteendet kan också ses som en normal del av ungdomen, då personen som ännu inte har den vuxnes mogna omdöme försöker komma över feghet och lära sig sina egna och världens gränser. Dödsskräck är en komponent i kontrafobin, som möjligen kan vara vad som orsakar beteendet: det är en strategi för att lära sig leva med vissheten om sin egen dödlighet eller att "känna att man lever". Därmed erbjuder kontrafobin en lösning av inre spänningar
Kontrafobier kan yttra sig i att bli bergsklättrare om man är höjdrädd och liknande direkt farofyllda intressen; bergsklättring och sport brukar anses vara de mest typiska formerna av kontrafobi. Konstnärer och personer med andra skapande yrken kan utsätta sig för sina rädslor genom att gestalta dem i sina verk, vilket kan betraktas som kontrafobi. Vissa högriskyrken kan vara attraktiva för personer med beteendet, såsom brandman, polisyrket eller militären, yrken där personen kontinuerligt utsätter sig för livsfaror.
Det är vanligare att män har kontrafobier än kvinnor. Det kan möjligen förklaras med kulturella könsroller. Sedan slutet av 1900-talet har det blivit vanligare med kvinnor i yrken som räknas som kontrafobiska.
Kontrafobier liknar stressuppsökande beteenden. Det senare ger visserligen samma upphetsning, men innehåller inget moment av att förhålla sig till sin egen dödlighet. I stället för kontrafobi, talas ibland om spänningssökande beteende (arousal seeking). Människor med det beteendet söker sig till spänning när de är uttråkade, och efter lugn när spänningsnivån är för hög.